# Philtower
La Philtower est un gratte-ciel de 105 mètres de hauteur construit à Tulsa dans l'Oklahoma aux États-Unis en 1927 dans un style néogothique. L'un des aspects les plus remarquables du bâtiment est son toit en tuiles brillamment coloré, très rare parmi les gratte-ciels.
L'immeuble comprend des bureaux et 26 logements du 12e au 20e étage.
Bien que construite en 1927, la Philtower faisait toujours partie des dix plus hauts gratte-ciels de Tulsa en 2024.
Les architectes qui ont conçu la tour sont les agences Keene & Simpson et Edward Buehler Delk.
L'immeuble a été classé monument historique en 1979. Depuis 2010, le quartier dans lequel l'immeuble se situe, le district historique d'Oil Capital (en), est lui aussi classé au registre national.